# Hagalaz
Cette page contient des caractères spéciaux ou non latins. S’ils s’affichent mal (▯, ?, etc.), consultez la page d’aide Unicode.

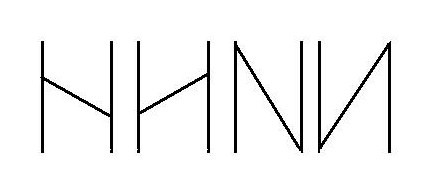
Autres variantes de la rune hagalaz en vieux Futhark

Hagalaz ou Haglaz est la neuvième rune du Futhark. Elle occupe la première position dans la deuxième famille de huit runes qui porte le même nom qu'elle. Cette famille comprend Hagalaz, Naudiz, Īsaz, Jēra, Eihwaz, Perþō, Algiz et Sōwilō. La rune Hagalaz est précédée de Wunjō et suivi de Naudiz. Elle est nommée Hægl en anglo-saxon et Hagall en vieux norrois. Dans toutes ces langues, elle signifie « grêle ».
Le Codex Vindobonensis 795 donne un nom de lettre correspondant dans l'alphabet gotique sous la forme haal, restitué en gotique comme hagl (𐌷). *Hagalaz ou *haglaz est la forme reconstruite pour le proto-germanique à partir de cette correspondance et du vieux saxon hagal.
En vieux Futhark, cette rune possède deux graphies : une doublement barrée et une simplement barrée. La première était utilisée en Scandinavie et en Angleterre, la seconde sur le continent à l’époque mérovingienne. En Angleterre, la variante simplement barrée a laissé la place à celle doublement barrée au VIIe siècle.
Cette rune notait à l'origine le son [h] ou [x].

## Poèmes runiques
Les trois poèmes runiques décrivent cette rune :
| Poème runique | Traduction en français |
| --- | --- |
| Vieux norvégien Hagall er kaldastr korna; Kristr skóp hæimenn forna.                                                      | La grêle est le plus froid des grains ; Christ recréa l’ancien monde.                                                                      |
| Vieil islandais Hagall er kaldakorn ok krapadrífa ok snáka sótt.                                                          | La grêle est un grain froid et une douche de neige fondue et la maladie des serpents.                                                      |
| Anglo-saxon Hægl byþ hwitust corna; hwyrft hit of heofones lyfte, wealcaþ hit windes scura; weorþeþ hit to wætere syððan. | La grêle est le plus blanc des grains ; elle est le produit du souffle des cieux lancée par les vents de la tempête puis se change en eau. |